# Mondelēz International
Mondelēz International, Inc. è una multinazionale degli Stati Uniti d'America attiva nel settore alimentare, con sede nell'Illinois. 
Tratta i marchi di prodotti alimentari e dolciumi che in precedenza ricadevano sotto il marchio Kraft Foods. Occupa il 117º posto nella classifica Fortune 500 del 2018 delle maggiori società statunitensi per fatturato totale.

## Storia

### National Dairy
Mondelēz International affonda le proprie radici nella National Dairy Products Corporation (National Dairy), fondata il 10 dicembre 1923 da Thomas H. McInnerney e Edward E. Rieck.  La società è costituita per eseguire una strategia di rollup, un processo condotto nel frammentato settore dei gelati degli Stati Uniti da un consorzio tra cui Goldman Sachs e Lehman Brothers con cui piccole aziende vengono acquisite e poi unite in modo da ridurre i costi ed estendere l'attività, grazie alle acquisizioni, all'intera gamma di prodotti caseari. Così National Dairy si forma con la fusione di McInnerney's Hydrox di Chicago con Rieck-McJunkin Dairy Company di Pittsburgh.  La società viene quotata alla Borsa di New York. Caratteristica: le acquisizioni sono fatte con azioni del National Dairy al posto dei contanti.

### Kraft
James L.Kraft, nato nel 1874 a Stevensville, nell'Ontario, emigra negli Stati Uniti nel 1903 e inizia a Chicago un'attività di commercio all'ingrosso di formaggio. Il primo anno è "triste", perde 3.000 dollari e un cavallo. Gli affari poi crescono, Kraft è raggiunto dai quattro fratelli per formare la JL Kraft and Bros. Company nel 1909. Nel 1912 la società stabilisce la sede a New York, nel 1914 vende trentuno varietà di formaggio negli Stati Uniti e Kraft apre una fabbrica di formaggio in Illinois. Nel 1914 sviluppa un formaggio lavorato pastorizzato che non richiede refrigerazione e ha una durata di conservazione più lunga rispetto ai formaggi convenzionali, nel 1915 inizia a fare pubblicità a livello nazionale ed effettua anche la sua prima acquisizione, un'azienda casearia canadese.
Nel 1924 la società cambia il nome in Kraft Cheese Company ed è quotata alla Borsa di Chicago per poi essere quotata due anni più tardi alla Borsa di New York. Fa altre acquisizioni, nel 1928 rileva la Phenix Cheese Company, produttrice di formaggio cremoso Philadelphia, e cambia il nome in Kraft Phenix. Finendo per controllare nel 1930, grazie anche ad una fusione con Hershey Company e Colgate, il 40% del mercato del formaggio negli Stati Uniti e diventando la terza più grande azienda casearia del paese dopo National Dairy e Borden.

### National Dairy rileva Kraft Phenix
Nel 1930 National Dairy, con un fatturato di 315 milioni di dollari, acquisisce Kraft Phenix (vendite per 85 milioni di dollari). Le linee dei prodotti del nuovo gruppo, gestito dal management di National Dairy, iniziano a diversificarsi dagli storici prodotti lattiero-caseari alle caramelle e alla margarina.  Durante la seconda guerra mondiale la società invia in Gran Bretagna quattro milioni di chili di formaggio ogni settimana, in quegli anni scompaiono anche i fondatori delle due aziende, durante gli anni Cinquanta il gruppo si allontana ancora di più dai prodotti caseari a basso valore aggiunto come il latte fluido. Nel 1956 si diversifica ulteriormente acquisendo Metro Glass, durante gli anni Sessanta introduce gelatina di frutta, conserve di frutta, marshmallows, salsa barbecue e Kraft Singles, fette di formaggio confezionate singolarmente. Nel 1961 rileva Dominion Dairies in Canada in quello che è il suo primo tentativo di espandersi nel latte e gelati al di fuori degli Stati Uniti.

### National Dairy diventa Kraft
Nel 1969 National Dairy cambia nome in Kraftco Corporation: "L'espansione e l'innovazione - viene chiarito - ci hanno portato molto lontano dall'industria del latte e del gelato regionale con cui abbiamo iniziato nel 1923. Le vendite in dollari di questi prodotti originali sono rimaste relativamente statiche negli ultimi dieci anni e, nel 1969, rappresentavano circa il 25% delle nostre vendite". La società si trasferisce a Glenview, Illinois nel 1972; quattro anni più tardi il nome cambia in Kraft.

### Kraft acquisita da Philip Morris
Alla fine del 1988, Philip Morris acquisisce Kraft per 12,9 miliardi di dollari.  L'anno seguente Kraft si fonde con l'unità General Foods di Philip Morris (produttori di carni Oscar Mayer, caffè Maxwell House, gelatina Jell-O, cene surgelate Budget Gourmet, prodotti da forno Entenmann, Kool-Aid, Crystal Light e mix di bevande in polvere Tang, Post Cereali, rivestimenti aromatizzati Shake 'n Bake e altri alimenti confezionati) come Kraft General Foods. Lo sviluppo del prodotto è rallentato dopo la fusione, a causa delle dimensioni dell'azienda.
Nel 1990 la società rileva Jacobs Suchard (una grande azienda europea di caffè e pasticceria) e Freia Marabou (un produttore di dolciumi scandinavo) per espandersi all'estero.  Tre anni dopo acquisisce l'attività di cereali a freddo di RJR Nabisco (principalmente grano grattugiato e cereali Shreddies), vendendo la divisione di gelati Breyers a Unilever e l'unità Birds Eye a Dean Foods.  Nel 1994 l'azienda vende la sua unità per la cena surgelata a Heinz e l'anno successivo vende la sua unità di ristorazione.
Nel 1995 la società cambia il nome in Kraft Foods e vende la divisione panetteria (tranne Lender's Bagels, che è venduta a CPC International l'anno successivo), la divisione caramelle e la divisione spalmabili da tavola.  Log Cabin Syrup è ceduto nel 1997.

### Nasce Mondelez International
Nell'agosto del 2011 Kraft Foods annuncia di volersi dividere in due società quotate in Borsa, una società internazionale di snack e dolciumi (con il nome Mondelez International) con un giro d'affari di 37 miliardi di dollari e una società nordamericana di alimentari (Kraft Foods Group) con un fatturato di 17 miliardi di dollari. La scissione è completata nell'ottobre 2012. In seguito Kraft Foods Group si fonderà con Heinz per diventare Kraft Heinz.
Nel 2014 Mondelez International, guidata da Irene Rosenfeld, annuncia la fusione (completata nel luglio 2015) delle sue attività nel settore del caffè con la società olandese Douwe Egberts. Dalla fusione nasce Jacobs Douwe Egberts.
Nel giugno 2016 Mondelez fa un'offerta di 23 miliardi di dollari per acquistare il suo rivale più piccolo, Hershey.  La proposta è metà in contanti e metà in azioni, con una valutazione delle azioni Hershey a 107 dollari per azione.  L'offerta viene respinta all'unanimità dal cda di Hershey.
Nel novembre 2017 Dirk Van de Put, Amministratore delegato belga di McCain Foods, sostituisce Irene Rosenfeld, che va in pensione, alla guida del gruppo.
Nel giugno 2018 Mondelez acquisisce il produttore di biscotti Tate's Bake Shop per circa 500 milioni di dollari. Nel luglio 2019, rileva una partecipazione di maggioranza in Perfect Snacks, proprietaria della barretta proteica refrigerata Perfect Bar. Il 3 aprile 2020 acquisisce una quota di maggioranza in Give & Go con sede a Toronto, un produttore di brownies a due morsi, e nel gennaio 2021 Hu Master Holdings per oltre 250 milioni di dollari.
Nel gennaio 2022  compra l'azienda greca di snack Chipita SA, un attore chiave ad alta crescita nella categoria croissant e snack da forno dell'Europa centrale e orientale. Nel maggio 2022, rileva l'attività dolciaria del Grupo Bimbo, Ricolino, per circa 1,3 miliardi di dollari. E un mese più tardi, nel giugno 2022, acquisiscea Clif Bar per 2,9 miliardi di dollari, ottenendo così Clif, Luna e Clif Bar Kids. 
Il 19 dicembre 2022 Mondelez ha annunciato che avrebbe venduto la sua attività di gomme da masticare, compresi i marchi Trident, Dentyne, Chiclets e Stride, a Perfetti Van Melle, i produttori di Mentos. L'operazione è stata poi perfezionata il 2 ottobre 2023.

## I marchi
Il portafoglio della Mondelēz International include diversi marchi, tra cui:
- Cipster
- Fattorie Osella
- Fonzies
- Gastone Lago
- Hag
- Halls
- Lu
- Mikado
- Milka
- Oreo
- Philadelphia
- Ritz
- Saiwa
- Sottilette
- Splendid
- Toblerone
- Tuc
- Vitasnella
- Yonkers

Mondelez Canada detiene i diritti su Christie Brown and Company, che comprende marchi come Mr. Christie e Dad's Cookies.  La sede principale è a Mississauga, nell'Ontario, con filiali a Toronto,  Hamilton e Montreal.

## Origine del nome
Il nome Mondelēz è una parola senza senso nata nel 2012 da un sondaggio tra gli impiegati della ex Kraft Foods, unendo le parole Monde ("mondo" in francese) e delez (una fantasiosa modifica di delicious).